# سامباث راج
سامباث راج هو ممثل هندي، ولد في 25 ديسمبر 1972 في الهند.

## وصلات خارجية
- سامباث راج على موقع IMDb (الإنجليزية)
- سامباث راج على موقع قاعدة بيانات الفيلم (الإنجليزية)